# Antagonisti del recettore del peptide correlato al gene della calcitonina
Gli antagonisti del recettore del peptide correlato al gene della calcitonina sono una classe di farmaci che inibiscono il recettore del peptide correlato al gene della calcitonina (CGRP). 

## Descrizione
Questa classe possiede due agenti: L'olcegepant e il telcagepant. La ricerca medica ha posto interesse in questa classe di farmaci nella speranza che essi potessero rivelarsi utili nel trattamento dell'emicrania. Tuttavia, il 29 luglio 2011, è stato riportato che Merck & Co. aveva sospeso il programma di sviluppo clinico per il telcagepant.